# Union Bank of California Building

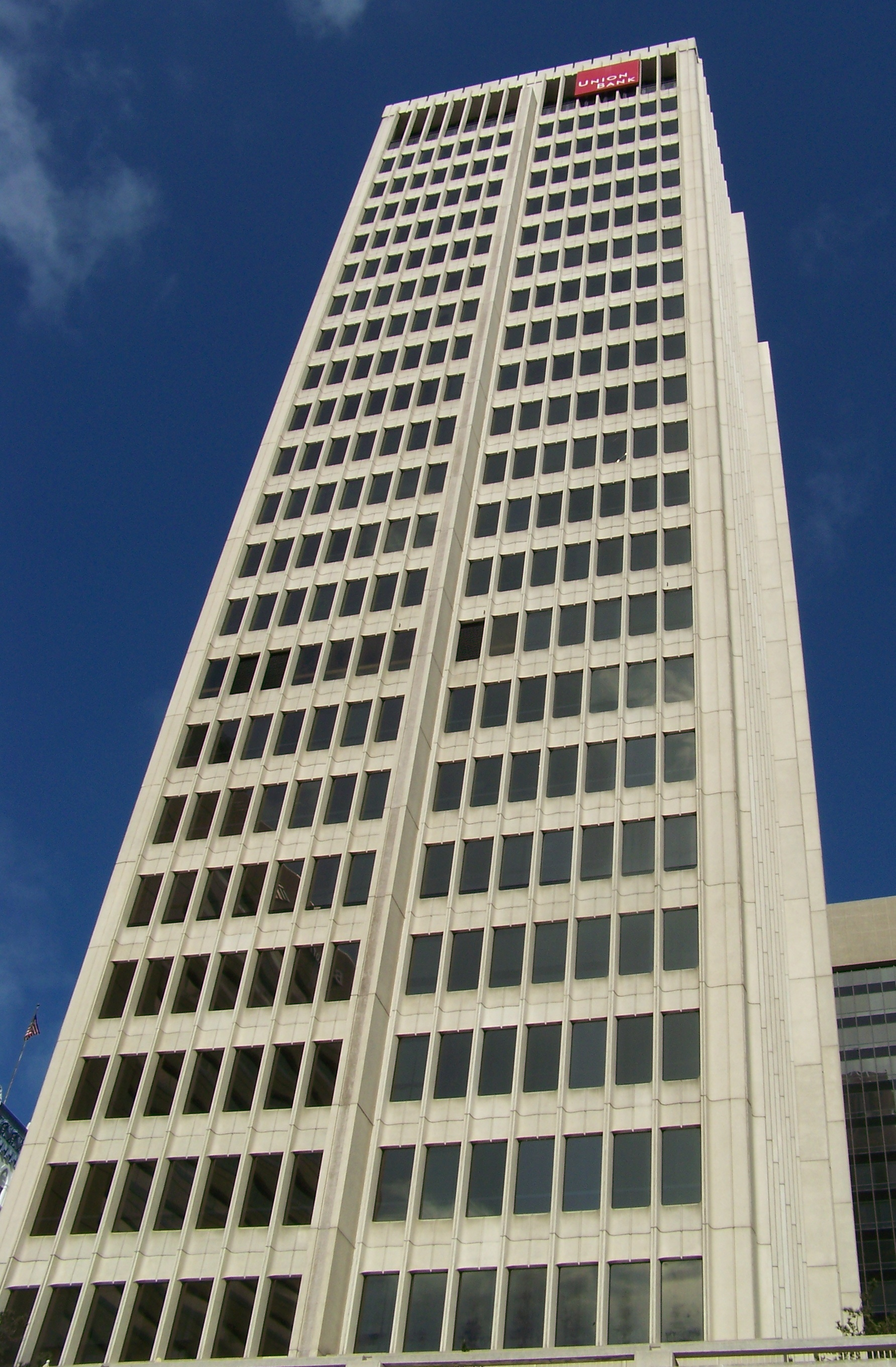
Edificio en abril de 2009.

El Union Bank of California Building es un rascacielos localizado en la ciudad de San Diego, California. La torre cuenta con 27 niveles y fue construido en 1969. El edificio se encuentra localizado entre las calles B, 5 y 6 en el centro de San Diego.